# Plaça d'Espanya (Sabadell)
La plaça d'Espanya de Sabadell és a la confluència dels barris de la Creu Alta, la Concòrdia, Ca n'Oriac i Torreguitart, Té una superfície de 24.898 m2 i es va construir el 1955. El 2018 es va inaugurar la renovació total de la plaça encarregada per l'Ajuntament de Sabadell amb un pressupost de 2.094.577, 92 €.
A la plaça hi ha l'intercanviador modal de ferrocarril Sabadell Nord, entre la línia Barcelona-Manresa-Lleida-Saragossa i la línia Barcelona-Vallès on tenen parada trens de la línia de rodalia R4 i de la línia de regional R12, operats per Renfe Operadora, i els trens de la línia suburbana S2 de FGC. L'Estació Sabadell Nord d'Adif es va inaugura el 1973, mentre que l'Estació Sabadell Nord de FGC es va inaugurar el 2017.